# 1185 en santé et médecine
| Années de la santé et de la médecine : 1182 - 1183 - 1184 - 1185 - 1186 - 1187 - 1188    |
| Décennies de la santé et de la médecine : 1150 - 1160 - 1170 - 1180 - 1190 - 1200 - 1210 |

Cet article présente les faits marquants de l'année 1185 en santé et médecine.

## Événement
- 16 mars : Baudouin IV, roi de Jérusalem, né en 1160, meurt de la lèpre dont il est atteint depuis l'âge de dix ans[1].

## Fondations
- Première mention, à Verdun, d'une léproserie dite « des Grands Malades », qui « reçoit les riches lépreux », et dont les prébendes « sont si recherchées que des personnes saines de corps s'y font admettre[2] ».
- Une maison-Dieu est mentionnée à Château-Thierry, en Champagne, établissement qui est à l'origine de l'hôtel-Dieu que fondera la reine Jeanne de Navarre en 1304[3].
- Fondation, par Robert le Poer, de la léproserie St. Stephen de Waterford, dans le Munster en Irlande[4].
- 1185-1188 : fondation d'une léproserie de femmes à Quevilly, près Rouen en Normandie, par Henri II, roi d'Angleterre[5].

## Personnalité
- Fl. G., médecin, qui rédige à Rennes un acte de Geoffroy II, duc de Bretagne[6].

## Naissance
- Vers 1185 : Gilles de Santarem (mort en 1265), médecin et moine portugais, traducteur de Rhazès et de Jean Mésué, commentateur du Viatique d'Ibn al-Jazzar[7].

## Décès
- Ibn Tufayl (né vers 1110[8]), philosophe, astronome, médecin et mathématicien andalou.